# Zisterzienserinnenkloster Michelfelden-Blotzheim
Das Zisterzienserinnenkloster Michelfelden-Blotzheim war von 1252 bis 1450 ein Kloster der Zisterzienserinnen zuerst in Saint-Louis, ab 1267 in Blotzheim, Département Haut-Rhin in Frankreich. 

## Geschichte
Das 1252 gegründete Zisterzienserinnenkloster Michelfelden im heutigen Ortsteil Michelfelden der Stadt Saint-Louis bei Basel wurde 1267 von Bischof Heinrich von Neuenburg nach Blotzheim verlegt und bestand dort bis 1450, ab 1442 als Priorat von Kloster Lützel. Von 1450 bis zur Auflösung durch die Französische Revolution war es mit wenigen Lützeler Mönchen besiedelt. Der Gutshof in Michelfelden, der anfänglich noch den Nonnen gehörte, wurde später verkauft. Von ihm sind keine Reste vorhanden. In Blotzheim zeugt (in der Rue de Hésingue) ein vom Kloster Lützel erbautes barockes Herrenhaus von dem einstigen Kloster.